# LMC X-1

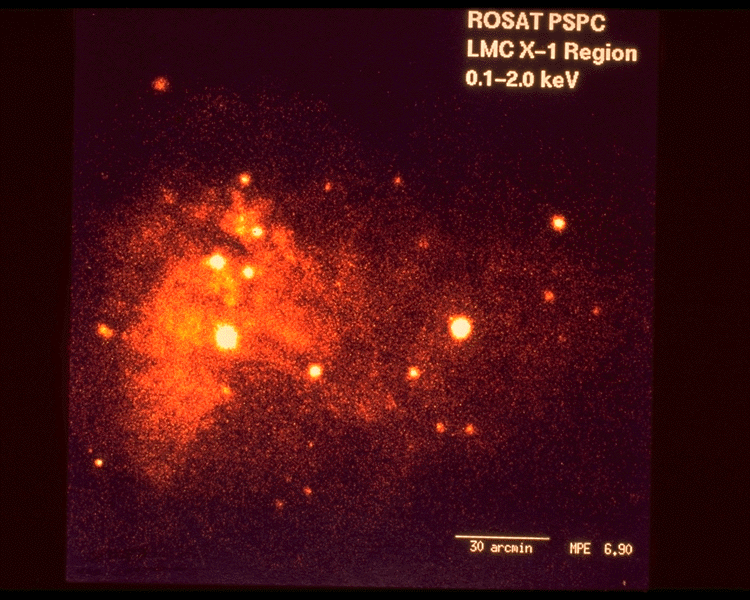
LMC X-1, zdjęcie wykonane w grudniu 1995

LMC X-1 – silne źródło promieniowania rentgenowskiego znajdujące się z Wielkim Obłoku Magellana w odległości 170 000 lat świetlnych. Jest to rentgenowski układ podwójny, w którym jednym ze składników jest czarna dziura. 
LMC X-1 jest przykładem czarnej dziury o masie gwiazdowej. Jest to również pierwszy znany przykład czarnej dziury rozświetlającej mgławicę, w której się znajduje.